# José Basa
José Basa (Cavite City, 16 augustus 1843 - aldaar, 7 mei 1912) was een Filipijns rechter.

## Biografie
José Basa werd geboren op 16 augustus 1843 in San Rogue in de Filipijnse stad Cavite City. Zijn ouders waren Francisco Basa en Felipa Enriquez. ZIjn vader was botenbouwer in de werf van Cavite en zijn moeder was een zakenvrouw. Na zijn middelbareschoolopleiding aan het Colegio de San Juan de Letran studeerde Basa aan de University of Santo Tomas in de Filipijnse hoofdstad Manilla. Aan deze onderwijsinstelling behaald hij in 1866 een Bachelor of Philosophy-diploma. Vier jaar later volgde een licentiaat rechten.
Ten tijde van de Cavite-muiterij in 1872 had Basa net zijn advocatenpraktijk opgezet. Hij werd samen met vele andere prominente landgenoten in Cavit opgepakt op verdenking van betrokkenheid bij de muiterij en veroordeeld tot 8 jaar ballingschap. Hij kwam uiteindelijk in Hongkong terecht waar hij in ballingschap leefde tot hij in februari 1876 werd terug mocht keren naar de Filipijnen, waar hij zijn advocatenpraktijk weer oppakte. Basa was daarmee succesvol en werd door de overheid aangesteld als aanklager voor de provincie Cavite. In 1886 volgde een benoeming tot rechter in Cavite City, een positie die slechts een enkele landgenoot wist te bereiken. Basa opende ook een middelbare school. Enkele bekende leerlingen die onderwijs genoten op deze school waren Emilio Aguinaldo, Baldomero Aguinaldo, Joaquin Luciano, Daniel Tirona en Leonardo Osorio.
In 1892 kwam Basa opnieuw in opspraak bij een onderzoek van de Spaanse autoriteiten naar Jose Rizal. Hij werd gedwongen om in ballingschap te gaan in Davao in het zuiden van het land. Hij reisde af richting het zuiden met dezelfde boot die Rizal naar Dapitan zou brengen. Tijdens de Filipijnse Revolutie was Basa een van de twee vertegenwoordigers van van de provincie Cavite in het Malolos Congress, het parlement van de revolutionaire regering. Na het einde van de Filipijns-Amerikaanse Oorlog werd hij door de Amerikanen in juni 1899 benoemd tot rechter in Intramuros in Manilla. Deze functie bekleedde Basa tot juli 1901. In deze periode was hij actief lid van de Federal Party, die in december 1900 werd opgericht. Nadat hij op 28 juni 1901 trouw had gezworen aan de Amerikaanse koloniale overheid mocht Basa weer een advocatenpraktijk openen.
Basa overleed in 1919 op 69-jarige leeftijd. Zijn eerste vrouw was Mamerta Alberto. Met haar kreeg hij acht kinderen.Na de dood van zijn vrouw trouwde hij met Asuncion San Agustin. Met haar kreeg hij nog eens vier kinderen.